# 粉圓

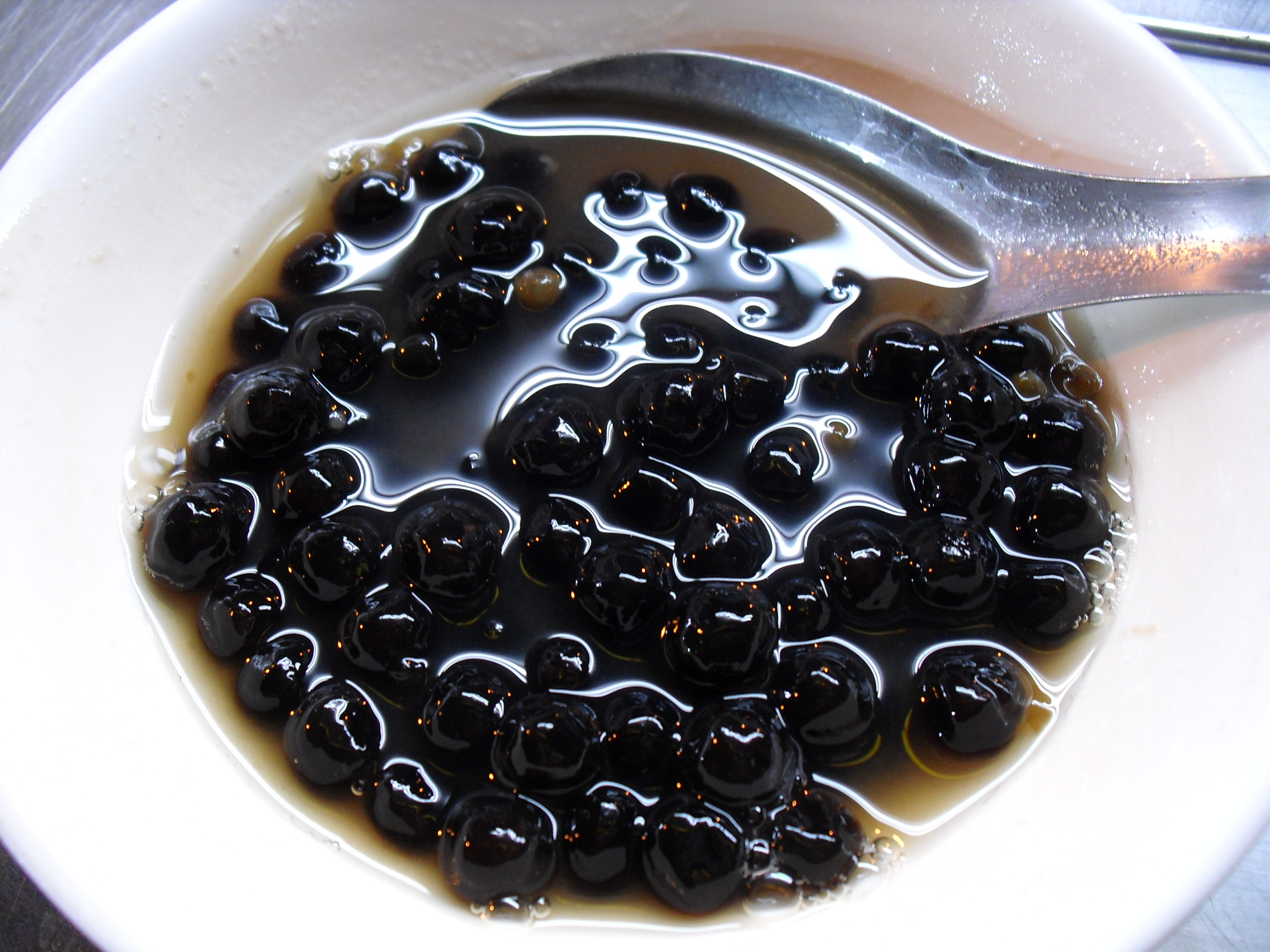
粉圓

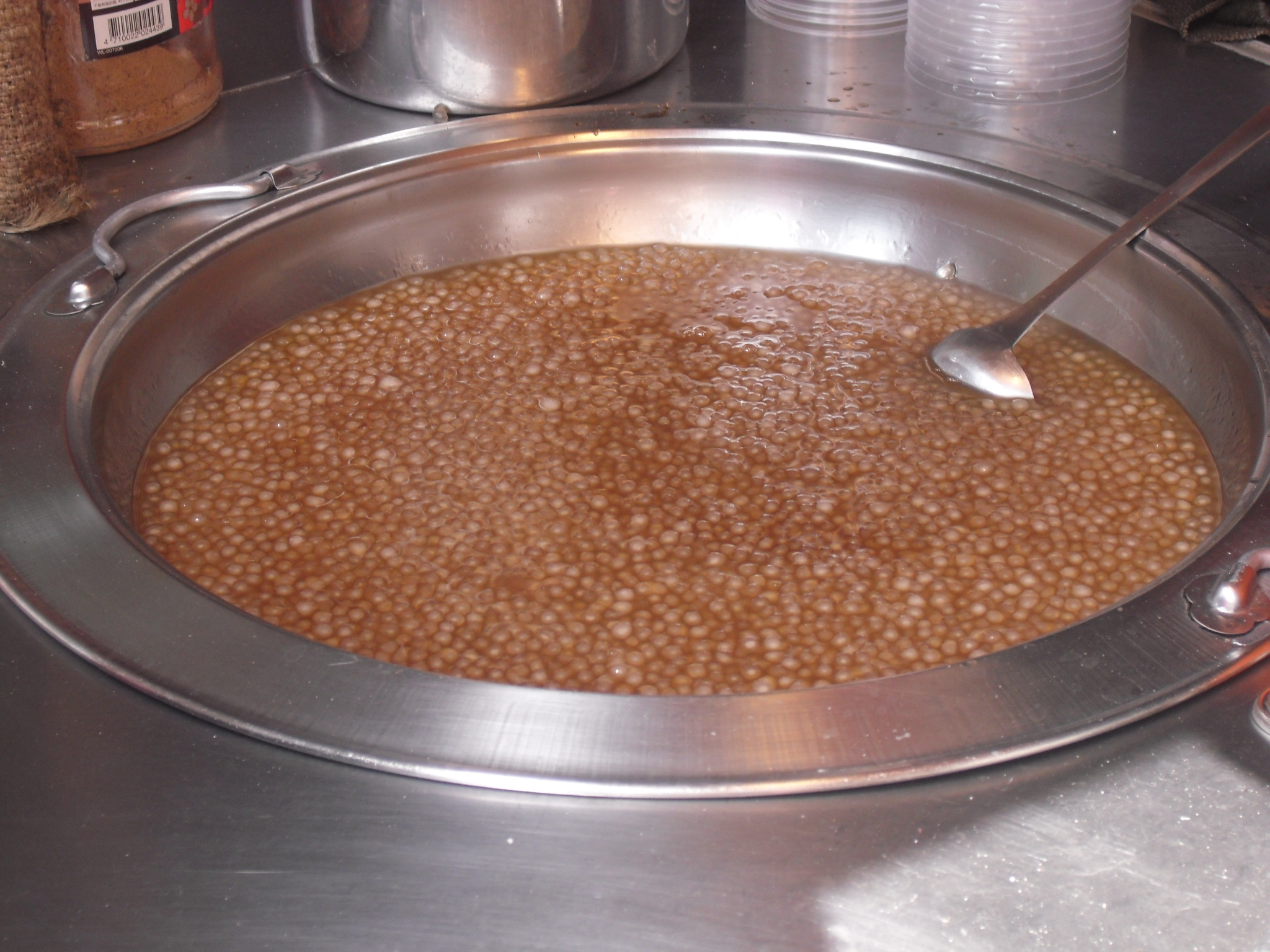
一鍋烹煮中的白色粉圓

粉圓，在珍珠奶茶中也稱波霸或珍珠，是一種台式冰甜品（粉圓冰），主要成份為澱粉，主成分通常由太白粉，及木薯（樹薯，Cassava）及竹芋澱粉、馬鈴薯澱粉、蓮藕粉及果膠等凝結成分混合所製成的直徑 5～10 毫米的澱粉球，並添上水、糖及香料，其顏色、口感依成分不同而不同。
生粉圓早期的顏色是白色，現今較常見的黑色一般稱為珍珠粉圓，是廠商將焦糖加入了粉圓之中，並以此增加黑糖的甜味並且受到大家的喜愛。在其他國家則流行彩色粉圓。

## 相關商品

### 青蛙下蛋
「青蛙下蛋」是台灣夜市著名的小吃之一，因其煮熟之後，中心會呈現白白的一點，看起來像是青蛙卵因而得名，但其實青蛙下蛋跟「珍珠粉圓」相去不遠。
最早的青蛙下蛋是使用小魁牌「山粉圓」，但後來因夜市開始選用「粉圓」做為材料，口味讓大眾接受，也就漸漸讓大眾認為青蛙下蛋就是使用粉圓。
士林夜市的青蛙下蛋攤位通常直接加糖水或者再加一些奶精飲用，而其他地方也將其加在刨冰裡當配料食用。
由來
源於士林夜市內「哇！青蛙下蛋」攤販的招牌飲品，台北市士林區文林路101巷口的王記青蛙下蛋以及台北市士林區文林路114巷內（陽明戲院斜對面）的巫記青蛙下蛋為最早的創始老店，目前幾乎九成夜市的青蛙下蛋，全都被王記和巫記兩家包下來。
1992年1月13日，王記註冊「王記青蛙下蛋」、「哇！青蛙下蛋」等6商標，此外也曾以「青蛙下蛋」4申請，但因識別性不高遭駁回。1992年12月17日，巫記註冊「巫記青蛙下蛋」及「青蛙下蛋行」在「粉圓」商品類別，2002年以「巫記青蛙下蛋」申請小吃店類註冊獲准。
兩家老闆是姻親，都用外觀與構圖近似的青蛙為圖案，但兩者蛋的顏色和排列不同，巫記的青蛙蛋是紅色的，王記是黑色的，連青草形狀也不一樣。後來經官司判決，兩家老店都可以繼續使用青蛙下蛋和青蛙的圖案，但巫記必須撤銷店名的註冊商標，以後想開放加盟必須另外取新的名字。

### 包心粉圓
「包心粉圓」是台灣宜蘭的地方小吃。「紅豆包心粉圓」是在粉圓中加入紅豆。